# Национално знаме на Сейнт Лусия
Националното знаме на Сейнт Лусия е национален символ на държавата. В съвременния си вид е приет на 22 февруари 2002 г. Знамето престалява син фон, върху който са разположени три триъгълника, един в друг – златен, черен и бял. Синият фон символизира синьото небе и синия океан, заобикалящ острова.

## Исторически флагове
- (1 март 1967 – 22 февруари 1979)
- (22 февруари 1979 – 22 февруари 2002)